# Pueblos lengua
Los lenguas son dos etnias emparentadas genética y lingüísticamente del Chaco Boreal en Paraguay. Se las ha considerado generalmente como un solo pueblo dividido en dos dialectos, pero actualmente se los clasifica como pueblos distintos. Los lenguas del norte se autodenominan enlhet (nombre también utilizado por los guanás) y los lenguas del sur: enxet.
Ambos idiomas (o dialectos) pertenecen a la familia lingüística Lengua-maskoy. Esta familia está conformada por 6 lenguas:
- Angaité (enenlhet)
- Guaná (vana, enlhet o kaskiha)
- Lengua norte (enlhet)
- Lengua sur (enxet)
- Sanapaná (nenlhet)
- Toba-maskoy (enenlhet)

Los dos pueblos reunidos suman unos 17 294 individuos.

## Enlhet
Los enlhet (palabra que significa "persona") o lenguas del norte, se distribuyen en 14 comunidades entre los departamentos Boquerón y Presidente Hayes. Según el censo 2002, son 7221, siendo hablantes del idioma unos 6982.
De acuerdo a los resultados del III Censo Nacional de Población y Viviendas para Pueblos Indígenas de 2012 en Paraguay viven 8632 enlhet, de los cuales 4343 en el departamento de Boquerón y 4289 en el departamento de Presidente Hayes.

## Enxet
Los enxet o lenguas del sur, se distribuyen entre los departamentos Presidente Hayes, Concepción, Central y en la ciudad de Asunción. Según el censo 2002 son 5844, siendo hablantes del idioma unos 3788. Denominan a su lengua enxet appeywa; enxet hombre, persona, gente, appeywa palabra.
De acuerdo a los resultados del III Censo Nacional de Población y Viviendas para Pueblos Indígenas de 2012 en Paraguay viven 5740 enxet, de los cuales 5389 en el departamento de Presidente Hayes y 381 en el departamento de Concepción.